# 초은하좌표계

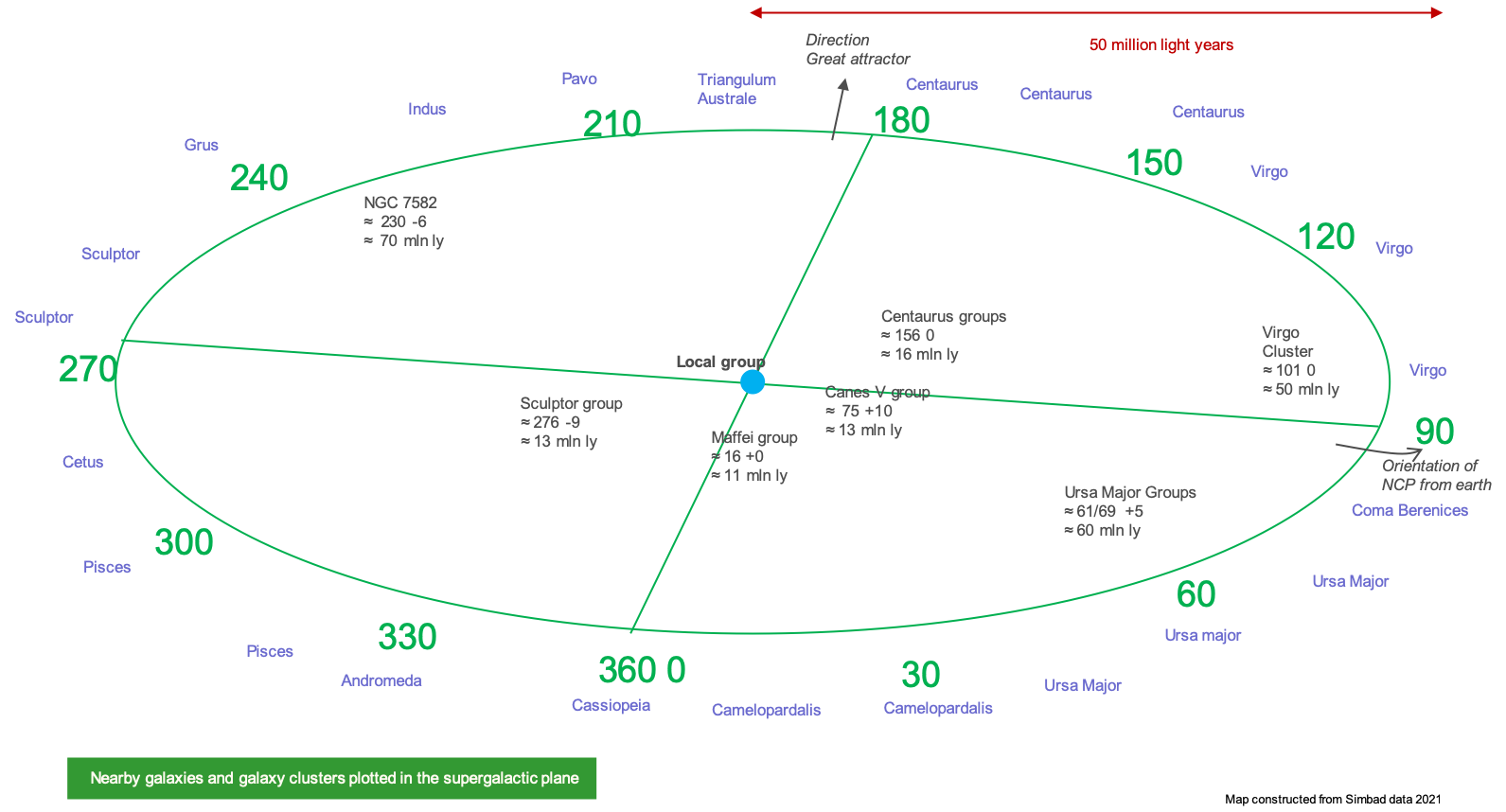
지구로부터 떨어진 은하와 은하단을 초은하면에 표시한 그림

초은하좌표계(Supergalactic coordinate system)는 우리 은하를 포함하는 초은하단에 대한 기준틀이다. 이 좌표계는 초은하면을 정의하는데 사용되는 거의 한 평면에 위치하는 은하단의 집합을 기준으로 한다.
초은하면은 우리 은하의 은하면과 사이 각도가 84.5°로 거의 수직에 가깝다. 지구에서 보았을 때 초은하면은 하늘을 가로지르는 하나의 대원을 따라 이어지며 다음 별자리를 지나간다.
- 카시오페이아자리 (은하면에 위치)
- 기린자리
- 큰곰자리
- 머리털자리 (은하 북극 근처에 위치)
- 처녀자리
- 센타우루스자리
- 컴퍼스자리 (은하면에 위치)
- 남쪽삼각형자리
- 공작자리
- 인디언자리
- 두루미자리
- 조각가자리 (은하 남극 근처에 위치)
- 고래자리
- 물고기자리
- 안드로메다자리
- 페르세우스자리

## 역사
1950년대, 천문학자 제라르 드보쿨뢰르는 1932년에 발행된 은하 목록인 샤플리-에임스 카탈로그(Shapley-Ames Catalog)를 바탕으로 우리 은하 주변에 존재하는 평면과 가까운 처녀자리 초은하단을 인식했다. 이 근처 은하들을 3차원에 배치했을 때 이 은하들이 거의 한 평면 위에 놓여있다는 것을 알아내었다. 이와 비슷하게 윌리엄 허셜도 과거에 성운들의 평면상 분포를 관찰해 기록한 바가 있다. 베라 루빈 또한 1950년대에 초은하면을 확인하였지만 이 데이터를 출판하지 않았다. 여러 은하들이 형성하고 있는 이 초은하면은 1976년에 드보쿨뢰르가 개발한 초은하좌표계의 적도를 정의하는 데 사용되었다. 이후 수십 년 간 더 많은 관측 자료를 바탕으로 드보쿨뢰르와 루빈이 제안했던 초은하면의 존재가 입증되게 되었다.
드보쿨뢰르의 초은하좌표계를 기반으로 한 최근의 여러 관측 조사에서는 다양한 은하단들이 초은하면에 대해 어떤 위치에 있는가를 알아내었다. 처녀자리 은하단, 직각자자리 은하단(거대 인력체를 포함), 머리털자리 은하단, 페르세우스자리-물고기자리 초은하단, 바다뱀자리 은하단, 센타우루스 은하단, 물고기자리-고래자리 초은하단, 섀플리 초은하단이 초은하면에 가까운 것으로 관측되었다.

## 정의
초은하좌표계는 초은하면을 적도로 하는 구면좌표계이다.
초은하위도는 보통 SGB로, 초은하 경도는 SGL로 줄여서 표기하는데, 이는 은하좌표계에서 이는 은하좌표계에서 위도와 경도를 각각 b와 l로 나타내는 방식과 유사하다.

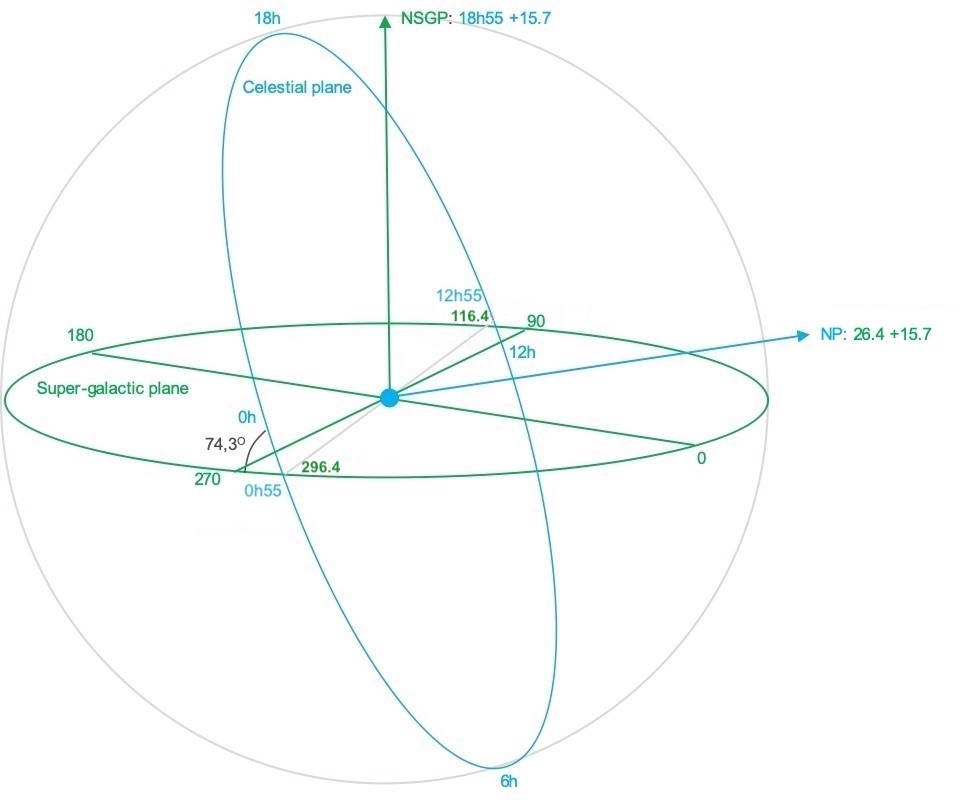
초은하면 황도면을 보여주는 그림

- 기준점({\displaystyle {\text{SGL}}=0^{\circ }}, {\displaystyle {\text{SGB}}=0^{\circ }})[3]은 카시오페이아 자리({\displaystyle l_{x}=137.37^{\circ }}, {\displaystyle b_{x}=0^{\circ }})에 위치한다. 이 기준점은 초은하면과 은하면이 교차하는 지점에 위치하도록 편의상 설정된 것이다.  J2000 적도좌표계로는 대략 RA = 2.82h, Dec = +59.5°이다.
- 이 좌표계의 원점은 지구와 일치하는데 이는 초은하면이 지구에서 관측되는 은하들의 분포를 기준으로 정의된 면이기 때문이다.
- 초은하북극({\displaystyle {\text{SGB}}=90^{\circ }})은 허큘리스자리의 은하 좌표({\displaystyle l_{z}=47.37^{\circ }}, {\displaystyle b_{z}=+6.32^{\circ }})에 위치하며, J2000 적도좌표계로는 대략 RA = 18.9 h, Dec = +15.7°이다.

초은하좌표계의 직교 좌표 {\displaystyle {\begin{bmatrix}x\\y\\z\end{bmatrix}}_{\text{superg}}}를 은하좌표계의 직교 좌표 {\displaystyle {\begin{bmatrix}x\\y\\z\end{bmatrix}}_{\text{gal}}}로 변환하는 행렬은 다음과 같다.
{\displaystyle {\begin{bmatrix}x\\y\\z\end{bmatrix}}_{\text{gal}}={\begin{bmatrix}\cos l_{x}\cos b_{x}&\sin l_{z}\cos b_{z}\sin b_{x}-\sin b_{z}\sin l_{x}\cos b_{x}&\cos l_{z}\cos b_{z}\\\sin l_{x}\cos b_{x}&\sin b_{z}\cos l_{x}\cos b_{x}-\cos l_{z}\cos b_{z}\sin b_{x}&\sin l_{z}\cos b_{z}\\\sin b_{x}&\cos b_{z}\cos b_{x}\sin \left(l_{x}-l_{z}\right)&\sin b_{z}\end{bmatrix}}{\begin{bmatrix}x\\y\\z\end{bmatrix}}_{\text{superg}}}

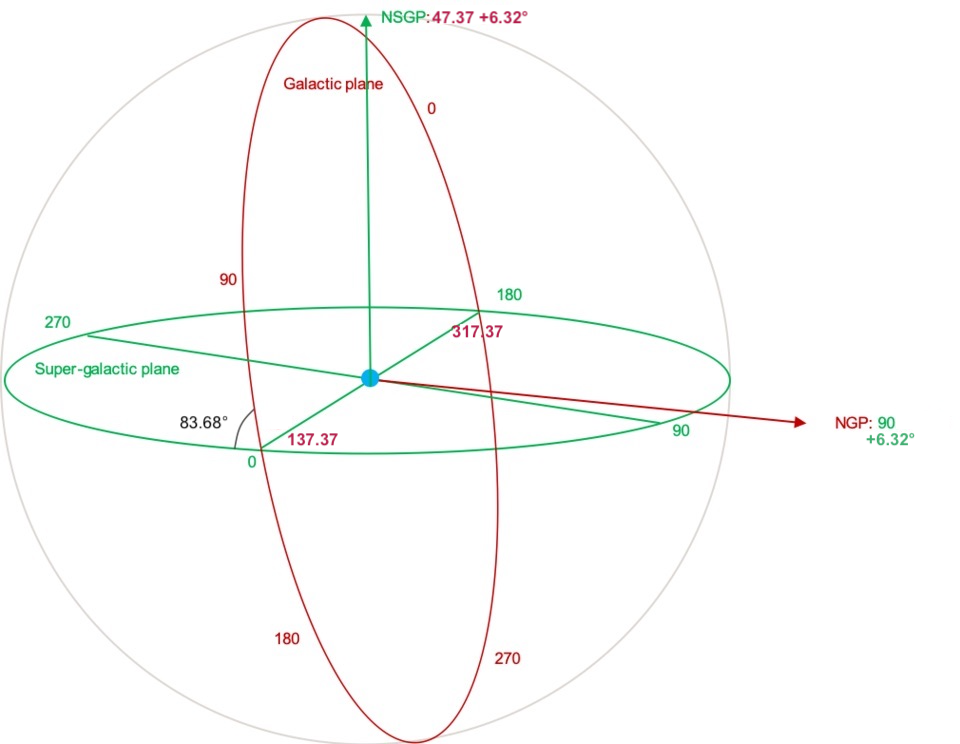
초은하면와 은하면

왼쪽 열은 초은하좌표계의 원점이 은하좌표계에서는 어떤 방향을 가리키는지를 나타내는 상이며 오른쪽 열은 초은하좌표계의 북극({\displaystyle {\text{SGB}}=90^{\circ }})이 은하좌표계에서 어떤 방향에 위치하는지를 나타내는 상이다. 가운데 열은 이 두 방향 벡터의 벡터곱으로 계산되어, 전체가 오른손 법칙을 만족하도록 해준다.
위의 데카르트 좌표계를 사용하면 점을 (SGX, SGY, SGZ)형태의 좌표로 쓸 수 있다. 이 좌표계에서 z축은 초은하북극({\displaystyle {\text{SGB}}=90^{\circ }})을, x축은 기준점({\displaystyle {\text{SGL}}=0^{\circ }}, {\displaystyle {\text{SGB}}=0^{\circ }})을, y축은 두 축 모두에 수직인 ({\displaystyle {\text{SGL}}=90^{\circ }}, {\displaystyle {\text{SGB}}=0^{\circ }})을 기리킨다.

## 같이 보기
- 좌표계
- 천구좌표계
- 은하좌표계